# 人见铁三郎
人见铁三郎（1918年—2008年），日本栃木县人。日本外交官。
1941年，毕业于东京帝国大学法学部政治学科毕业，进日本外务省，任驻瑞土大使馆一等秘书、法务省入境管理局入境审查课课长。1965年任外务省大臣官员、国际资料部外务参事官、移民局护照课课长等职。1966年11月任爱尔兰临时代办。1968年3月任驻孟买总领事。1972年6月，任日本驻哥斯达黎加大使。1977年4月，任芬兰大使。